# Niels Banke
Niels Banke (29. september 1907 i Esbjerg – 4. august 1983) var en dansk nationaløkonom og medlem af Danmarks Frihedsråd.
Niels Banke var søn af bibliotekskonsulent Jørgen Banke og hustru Regine f. Bruun, blev student Frederiksborg Statsskole 1925 og cand.polit. 1930. Han var lærer ved Borups Højskole 1930, var ansat i Overskyldrådet og Indenrigsministeriet, lærer ved Den danske andelsskole ved Middelfart 1932-36, medarbejder ved Kristeligt Dagblad 1936-37, i Landsoverskatterådet og Statens Ligningsdirektorat til 1940, ved Priskontrolrådet 1941, direktør i Monopoltilsynet 1962-71 og lektor ved Handelshøjskolen i København 1939-62. Censor ved Københavns og Aarhus universiteter.
Han var medstifter af Dansk Samling 1936 og blev medlem af Frihedsrådet 1945.
Banke blev gift 9. august 1931 med Elsebet Munk Banke, f. 30. april 1907 i Hvejsel, datter af provst Marius Nielsen og hustru Eli Margrete f. Monrad.

## Værker
- Konjunkturer og Kriser (1936)
- Konjunkturer og Kriser (1952, sammen med Poul Winding)
- Politisk A.B.C. (1953)
- afsnit af Det danske Samfund
- artikler i Nationaløkonomisk Tidsskrift og dagspressen m.v.